# Ватерполо на Летњим олимпијским играма 1968.
Петнаести ватерполо турнир на олимпијским играма је одржан 1968. у Мексико ситију, Мексико. За олимпијски турнир се пријавила укупно 16 репрезентација. Победник турнира и олимпијски шампион по први пут је постала репрезентација Југославије, друга је била репрезентација Совјетског Савеза а на треће место се пласирала репрезентација Мађарске.

## Медаље
| Добитници медаља у ватерполу на Летњим олимпијским играма одржаним 1968. године у Мексико ситију.                                                         | Добитници медаља у ватерполу на Летњим олимпијским играма одржаним 1968. године у Мексико ситију.                                                                               | Добитници медаља у ватерполу на Летњим олимпијским играма одржаним 1968. године у Мексико ситију.                                                           | Добитници медаља у ватерполу на Летњим олимпијским играма одржаним 1968. године у Мексико ситију. |
| --- | --- | --- | ------------------------------------------------------------------------------------------------- |
| Злато | Сребро | Бронза |                                                                                                   |
| Југославија | СССР | Мађарска |                                                                                                   |
| Озрен Боначић Дејан Дабовић Здравко Хебел Зоран Јанковић Роналд Лопатни Урош Маровић Ђорђе Перишић Мирослав Пољак Мирко Сандић Карло Стипанић Иво Трумбић | Вадим Гулјајев Ђиви Чикванаја Борис Гришин Александар Долгушин Алексеј Баркалов Јури Григоровски Александар Шидловски Вјачеслав Скок Леонид Осипов Олег Бовин Владимир Семјонов | Андраш Боднар Ференц Конрад III Золтан Деметер Ласло Фелкаји Јанош Конрад III Ласло Шароши Иштван Сивош Јанош Штајнмец Ендре Молнар Денеш Почик Михаљ Мајер |                                                                                                   |

## Земље учеснице
На турниру је учествовало 16 репрезентација:
| Група А - Аустралија (није стартовала) - Бразил - Куба - Мађарска - СССР - Шпанија - САД - Немачка | Група Б - Источна Немачка - Египат - Грчка - Италија - Јапан - Мексико - Холандија - Југославија |

## Прелиминарна фаза
Репрезентације су у овом кругу биле подељене у две групе по осам тимова. Играле су свака са сваком по једну утакмицу. Крајњу позицију на крају ове фазе је одлучивао количник бодова. У случају истог броја бодова позицију је одлучивала гол-разлика. Репрезентација Аустралије која је као једна од шеснаест репрезентација требало да учествује на турниру ипак није одиграла ни једну утакмицу. Првобитно Олимпијски Комитет Аустралије није хтео да плати трошкове пута, па су репрезентативци сами скупили паре за пут, да би на пола пута сазнали да им ипак неће бити омогућено да учествују на турниру.

### Група А
|    | Екипа            | Бодова | У | П | Н | И | Г+ | Г- | ГР  |
| -- | ---------------- | ------ | - | - | - | - | -- | -- | --- |
| 1. | Мађарска         | 12     | 6 | 6 | 0 | 0 | 39 | 14 | +25 |
| 2. | Совјетски Савез  | 10     | 6 | 5 | 0 | 1 | 43 | 18 | +25 |
| 3. | Сједињене Државе | 7      | 6 | 3 | 1 | 2 | 37 | 36 | +1  |
| 4. | Куба             | 7      | 6 | 3 | 1 | 2 | 31 | 35 | -4  |
| 5. | Француска        | 4      | 6 | 2 | 0 | 4 | 33 | 34 | -1  |
| 6. | Шпанија          | 1      | 6 | 0 | 1 | 5 | 20 | 37 | -17 |
| 7. | Бразил           | 1      | 6 | 0 | 1 | 5 | 22 | 51 | -29 |

- 14. октобар 1968

| Сједињене Државе | 10 - 5 | Бразил  |
| Совјетски Савез  | 11 - 4 | Куба    |
| Западна Немачка  | 5 - 3  | Шпанија |

- 15. октобар 1968

| Куба | 9 - 2 | Бразил |

- 16. октобар 1968

| Мађарска         | 6 - 4  | Западна Немачка |
| Сједињене Државе | 10 - 7 | Шпанија         |

- 17. октобар 1968

| Совјетски Савез | 6 - 3 | Западна Немачка  |
| Куба            | 6 - 6 | Сједињене Државе |
| Мађарска        | 7 - 1 | Шпанија          |

- 19. октобар 1968

| Совјетски Савез | 5 - 0  | Шпанија          |
| Мађарска        | 5 - 1  | Сједињене Државе |
| Западна Немачка | 10 - 5 | Бразил           |

- 20. октобар 1968

| Куба     | 7 - 6 | Западна Немачка |
| Шпанија  | 6 - 6 | Бразил          |
| Мађарска | 6 - 5 | Совјетски Савез |

- 21. октобар 1968

| Куба            | 4 - 3 | Шпанија          |
| Совјетски Савез | 8 - 3 | Сједињене Државе |
| Мађарска        | 8 - 2 | Бразил           |

- 22. октобар 1968

| Совјетски Савез  | 8 - 2 | Бразил          |
| Сједињене Државе | 7 - 5 | Западна Немачка |
| Мађарска         | 7 - 1 | Куба            |

### Група Б
|    | Екипа           | Бодова | У | П | Н | И | Г+ | Г- | ГР  |
| -- | --------------- | ------ | - | - | - | - | -- | -- | --- |
| 1. | Италија         | 13     | 7 | 6 | 1 | 0 | 48 | 21 | +27 |
| 2. | Југославија     | 11     | 7 | 5 | 1 | 1 | 65 | 18 | +47 |
| 3. | Источна Немачка | 11     | 7 | 5 | 1 | 1 | 66 | 22 | +44 |
| 4. | Холандија       | 9      | 7 | 4 | 1 | 2 | 42 | 28 | +14 |
| 5. | Јапан           | 6      | 7 | 3 | 0 | 4 | 26 | 57 | -31 |
| 6. | Мексико         | 3      | 7 | 1 | 1 | 5 | 27 | 56 | -29 |
| 7. | Грчка           | 2      | 7 | 1 | 0 | 6 | 34 | 62 | -28 |
| 8. | Египат          | 1      | 7 | 0 | 1 | 6 | 21 | 65 | -44 |

- 14. октобар 1968

| Холандија   | 9 - 5  | Грчка           |
| Југославија | 13 - 2 | Египат          |
| Италија     | 9 - 2  | Јапан           |
| Мексико     | 4 - 12 | Источна Немачка |

- 15. октобар 1968

| Јапан           | 8 - 7  | Грчка       |
| Италија         | 10 - 1 | Египат      |
| Источна Немачка | 4 - 4  | Југославија |

- 16. октобар 1968

| Мексико | 1 - 8 | Холандија       |
| Грчка   | 7 - 6 | Египат          |
| Италија | 5 - 4 | Источна Немачка |

- 17. октобар 1968

| Мексико   | 0 - 9 | Југославија |
| Холандија | 9 - 1 | Јапан       |

- 19. октобар 1968

| Источна Немачка | 11 - 4 | Грчка     |
| Јапан           | 7 - 4  | Египат    |
| Мексико         | 5 - 10 | Италија   |
| Југославија     | 7 - 4  | Холандија |

- 20. октобар 1968

| Италија         | 5 - 4  | Југославија |
| Источна Немачка | 8 - 0  | Јапан       |
| Мексико         | 11 - 8 | Грчка       |
| Холандија       | 6 - 3  | Египат      |

- 21. октобар 1968

| Мексико         | 3 - 6  | Јапан   |
| Југославија     | 11 - 1 | Грчка   |
| Холандија       | 3 - 3  | Италија |
| Источна Немачка | 19 - 2 | Египат  |

- 22. октобар 1968

| Мексико         | 3 - 3  | Египат    |
| Италија         | 6 - 2  | Грчка     |
| Источна Немачка | 8 - 3  | Холандија |
| Југославија     | 17 - 2 | Јапан     |

## Класификациона фаза
- 24. октобар 1968 – позиције од 13 до 15 места

| Бразил | 5 - 3 | Египат |

- 24. октобар 1968 – позиције од 9 до 12 места

| Мексико | 3 - 6 | Западна Немачка |
| Шпанија | 5 - 0 | Јапан           |

- 24. октобар 1968 – позиције од 5 до 8 места

| Источна Немачка  | 8 - 2 | Куба      |
| Сједињене Државе | 6 - 3 | Холандија |

- 24. октобар 1968 – полуфинале

| Југославија     | 8 - 6 | Мађарска |
| Совјетски Савез | 8 - 5 | Италија  |

## Финална фаза
- 25. октобар 1968 – утакмица 13 место

| Бразил | 5 - 2 | Грчка |

- 25. октобар 1968 – утакмица 11 место

| Мексико | 5 - 4 | Јапан |

- 25. октобар 1968 – утакмица 9 место

| Шпанија | 7 - 5 | Западна Немачка |

- 25. октобар 1968 – утакмица 7 место

| Холандија | 8 - 5 | Куба |

- 25. октобар 1968 – утакмица 5 место

| Сједињене Државе | 6 - 4 | Источна Немачка |

- 25. октобар 1968 – Уутакмица за бронзу

| Мађарска | 9 - 4 | Италија |

- 25. октобар 1968 – утакмица за злато

| Југославија | 13 - 11 [прод] | Совјетски Савез |

## Финална табела
| Позиција | Екипа                     |
| -------- | ------------------------- |
| Злато    | Југославија               |
| Сребро   | Совјетски Савез           |
| Бронза   | Мађарска                  |
| 4.       | Италија                   |
| 5.       | Сједињене Америчке Државе |
| 6.       | Источна Немачка           |
| 7.       | Холандија                 |
| 8.       | Куба                      |
| 9.       | Шпанија                   |
| 10.      | Западна Немачка           |
| 11.      | Мексико                   |
| 12.      | Јапан                     |
| 13.      | Бразил                    |
| 14.      | Грчка                     |
| 15.      | Египат                    |

| Олимпијски шампион у ватерполу 1968. |
| Југославија 1. титула                |